# Lobster Popstar (singolo)
Lobster Popstar è un singolo del duo musicale russo Little Big pubblicato il 2 maggio 2024, come estratto dal quinto album in studio Lobster Popstar, a cui da il proprio nome.

## Video musicale
Il videoclip della canzone è stato pubblicato il 2 maggio 2024 sul canale YouTube.
Il video musicale è stato dedicato alla memoria del ballerino russo Dmitrij Krasilov, deceduto il 18 dicembre 2023 e noto per aver collaborato con i Little Big alla produzione della trilogia musicale di Uno, Tacos e Sex Machine.

## Tracce
Testi di Prusikin, Ljubim Homčuk, Viktor Sibrinin, musiche di Ljubim Homčuk, Viktor Sibrinin.
1. Lobster Popstar – 2:59